# Dziemiany (plaats)
Dziemiany (Duits: Dzimianen) is een dorp in het Poolse woiwodschap Pommeren, in het district Kościerski. De plaats maakt deel uit van de gemeente Dziemiany en telt 1762 inwoners.

## Verkeer en vervoer
- Station Dziemiany Kaszubskie